# Simon Kjær
Simon Thorup Kjær zkráceně jen Simon Kjær (26. březen 1989, Horsens, Dánsko) je bývalý dánský fotbalový obránce. V roce 2007 byl oceněn jako nejlepší dánský hráč v kategorii do 19 let a v roce 2009 získal v Dánsku ocenění Fotbalista roku.

## Přestupy
- z Midtjylland do Palermo za 4 000 000 Euro
- z Palermo - Wolfsburg za 12 500 000 Euro
- z Wolfsburg - Řím za 3 000 000 Euro (hostování)
- z Wolfsburg - Lille za 2 500 000 Euro
- z Lille - Fenerbahçe za 7 650 000 Euro
- z Fenerbahçe - Sevilla za 12 500 000 Euro
- z Sevilla - Milán za 3 680 000 Euro

## Kariéra

### Klubová
Působil postupně v klubech FC Midtjylland, Palermo, VfL Wolfsburg a AS Řím, kde byl na hostování z německého klubu. Ve 28. kole německé Bundesligy 6. dubna 2013 se jedním gólem podílel na remíze Wolfsburgu 1:1 s Leverkusenem.

### Reprezentační
Hrál za reprezentační výběry od kategorie do 18 let. Za dospělou reprezentaci Dánska debutoval 6. června 2009 v Solně v kvalifikačním utkání na MS 2010 s domácím Švédskem. Byla to vítězná premiéra, Dánsko porazilo svého skandinávského soka 1:0.
První gól za seniorskou reprezentaci vstřelil v kvalifikačním utkání na MS 2014 s Českou republikou na Andrově stadionu v Olomouci 22. března 2013. V 66. minutě zvyšoval po rohovém kopu hlavou na 2:0 pro hosty, Dánsko porazilo ČR 3:0. Hrál v základní sestavě i v dalším kvalifikačním utkání 26. března 2013 v Kodani proti hostujícímu Bulharsku, které skončilo remízou 1:1. Dánsko získalo z 5 zápasů jen 6 bodů a kleslo na čtvrté místo za Českou republiku.

#### Mistrovství světa 2010
Simon Thorup Kjær se zúčastnil Mistrovství světa 2010 v Jihoafrické republice, kde se Dánsko utkalo v základní skupině E postupně s Nizozemskem (14. června), Kamerunem (19. června) a Japonskem (24. června). V utkáních s Nizozemskem (prohra 0:2) a Kamerunem (výhra 2:1) obdržel žlutou kartu, takže do závěrečného střetnutí s Japonskem (prohra 1:3) nemohl nastoupit. Dánsko skončilo se třemi body na nepostupovém třetím místě tabulky a se světovým šampionátem se rozloučilo.

#### EURO 2012
Simon hrál i na Euru 2012, kde se Dánsko střetlo v základní skupině B („skupina smrti“ - nejtěžší základní skupina na turnaji) postupně s Nizozemskem (9. června, výhra 1:0), Portugalskem (13. června, prohra 2:3) a Německem (17. června, prohra 1:2). Kjær odehrál všechna tři utkání v základní sestavě, Dánsko získalo 3 body a umístilo se na třetí příčce, což na postup do čtvrtfinále nestačilo.

## Statistika

### Klubová
| Sezóna               | Klub                 | Liga                 | Liga   | Liga | Ligové poháry | Ligové poháry | Ligové poháry | Kontinentální poháry | Kontinentální poháry | Kontinentální poháry | Celkem | Celkem |
| Sezóna               | Klub                 | Soutěž               | Zápasy | Góly | Soutěž        | Zápasy        | Góly          | Soutěž               | Zápasy               | Góly                 | Zápasy | Góly   |
| -------------------- | -------------------- | -------------------- | ------ | ---- | ------------- | ------------- | ------------- | -------------------- | -------------------- | -------------------- | ------ | ------ |
| 2007/08              | Midtjylland          | Superligaen          | 19     | 0    | DP            | 2             | 0             | -                    | 0                    | 0                    | 21     | 0      |
| 2008/09              | Palermo              | Serie A              | 27     | 3    | IP            | 0             | 0             | -                    | 0                    | 0                    | 27     | 3      |
| 2009/10              | Palermo              | Serie A              | 35     | 2    | IP            | 3             | 0             | -                    | 0                    | 0                    | 38     | 2      |
| Celkem za Palermo    | Celkem za Palermo    | Celkem za Palermo    | 62     | 5    | -             | 3             | 0             | -                    | 0                    | 0                    | 65     | 5      |
| 2010/11              | Wolfsburg            | Bundesliga           | 32     | 1    | -             | 0             | 0             | NP                   | 2                    | 0                    | 34     | 1      |
| 2011                 | Wolfsburg            | Bundesliga           | 3      | 0    | NP            | 1             | 0             | -                    | 0                    | 0                    | 4      | 0      |
| 2011/12              | Řím                  | Serie A              | 22     | 0    | IP            | 2             | 0             | EL                   | 0                    | 0                    | 24     | 0      |
| 2012/13              | Wolfsburg            | Bundesliga           | 22     | 2    | NP            | 3             | 0             | -                    | 0                    | 0                    | 25     | 2      |
| Celkem za Wolfsburg  | Celkem za Wolfsburg  | Celkem za Wolfsburg  | 57     | 3    | -             | 6             | 0             | -                    | 0                    | 0                    | 63     | 3      |
| 2013/14              | Lille                | Ligue 1              | 35     | 0    | FP+FLP        | 2+0           | 1+0           | -                    | 0                    | 0                    | 37     | 1      |
| 2014/15              | Lille                | Ligue 1              | 31     | 1    | FP+FLP        | 0+2           | 0+1           | LM+EL                | 4+5                  | 0+1                  | 42     | 3      |
| Celkem za Lille      | Celkem za Lille      | Celkem za Lille      | 66     | 1    | -             | 4             | 2             | -                    | 9                    | 1                    | 79     | 4      |
| 2015/16              | Fenerbahçe           | Süper Lig            | 28     | 2    | TP            | 6             | 0             | LM+EL                | 2+9                  | 0+0                  | 45     | 2      |
| 2016/17              | Fenerbahçe           | Süper Lig            | 27     | 1    | TP            | 5             | 0             | LM+EL                | 2<+9                 | 0+2                  | 43     | 3      |
| Celkem za Fenerbahce | Celkem za Fenerbahce | Celkem za Fenerbahce | 55     | 3    | -             | 11            | 0             | -                    | 22                   | 2                    | 88     | 5      |
| 2017/18              | Sevilla              | Primera División     | 20     | 2    | ŠP            | 1             | 0             | LM                   | 6                    | 1                    | 27     | 3      |
| 2018/19              | Sevilla              | Primera División     | 24     | 0    | ŠP+ŠS         | 3+1           | 0+0           | EL                   | 7                    | 0                    | 29     | 0      |
| Celkem za Sevillu    | Celkem za Sevillu    | Celkem za Sevillu    | 46     | 2    | -             | 5             | 0             | -                    | 13                   | 1                    | 64     | 3      |
| 2019/20              | Atalanta             | Serie A              | 5      | 0    | IP            | 0             | 0             | LM                   | 1                    | 0                    | 6      | 0      |
| 2020                 | Milán                | Serie A              | 15     | 0    | IP            | 4             | 0             | -                    | 0                    | 0                    | 19     | 0      |
| 2020/21              | Milán                | Serie A              | 28     | 0    | IP            | 1             | 0             | EL                   | 10                   | 1                    | 39     | 1      |
| 2021/22              | Milán                | Serie A              | 11     | 0    | IP            | 0             | 0             | LM                   | 3                    | 0                    | 14     | 0      |
| 2022/23              | Milán                | Serie A              | 17     | 0    | IP+IS         | 0+1           | 0+0           | LM                   | 6                    | 0                    | 24     | 0      |
| 2023/24              | Milán                | Serie A              | 20     | 0    | IP            | 1             | 0             | LM+EL                | 1+3                  | 0                    | 25     | 0      |
| Celkem za Milán      | Celkem za Milán      | Celkem za Milán      | 91     | 0    | -             | 7             | 0             | -                    | 23                   | 1                    | 121    | 1      |
| Celkově              | Celkově              | Celkově              | 423    | 14   | -             | 40            | 2             | -                    | 68                   | 5                    | 531    | 21     |

### Reprezentační

#### Statistika na velkých turnajích
| Reprezentace | Rok     | Zápasy               | Zápasy  | Zápasy      | Zápasy           | Zápasy           | Zápasy            |
| Reprezentace | Rok     | Fáze turnaje         | Datum   | Soupeř      | Odehraných minut | Vstřelené branky | Výsledek          |
| ------------ | ------- | -------------------- | ------- | ----------- | ---------------- | ---------------- | ----------------- |
| Dánsko       | MS 2010 | 1 zápas ve skupině E | 14. 6.  | Nizozemsko  | 90               | 0                | 0:2               |
| Dánsko       | MS 2010 | 2 zápas ve skupině E | 19. 6.  | Kamerun     | 90               | 0                | 2:1               |
| Dánsko       | ME 2012 | 1 zápas ve skupině B | 9. 6.   | Nizozemsko  | 90               | 0                | 1:0               |
| Dánsko       | ME 2012 | 2 zápas ve skupině B | 13. 6.  | Portugalsko | 90               | 0                | 2:3               |
| Dánsko       | ME 2012 | 3 zápas ve skupině B | 17. 6.  | Německo     | 90               | 0                | 1:2               |
| Dánsko       | MS 2018 | 1 zápas ve skupině C | 14. 6.  | Nizozemsko  | 90               | 0                | 1:0               |
| Dánsko       | MS 2018 | 2 zápas ve skupině C | 19. 6.  | Austrálie   | 90               | 0                | 1:1               |
| Dánsko       | MS 2018 | 3 zápas ve skupině C | 14. 6.  | Francie     | 90               | 0                | 0:0               |
| Dánsko       | MS 2018 | Osmifinále           | 19. 6.  | Chorvatsko  | 120              | 0                | 1:1 (3:2 na pen.) |
| Dánsko       | ME 2020 | 1 zápas ve skupině B | 12. 6.  | Finsko      | 63               | 0                | 0:1               |
| Dánsko       | ME 2020 | 2 zápas ve skupině B | 17. 6.  | Belgie      | 90               | 0                | 1:2               |
| Dánsko       | ME 2020 | 3 zápas ve skupině B | 21. 6.  | Rusko       | 90               | 0                | 4:1               |
| Dánsko       | ME 2020 | Osmifinále           | 26. 6.  | Wales       | 77               | 0                | 4:0               |
| Dánsko       | ME 2020 | Čtvrtfinále          | 3. 7.   | Česko       | 90               | 0                | 2:1               |
| Dánsko       | ME 2020 | Semifinále           | 7. 7.   | Anglie      | 120              | 0                | 1:2 v prodl.      |
| Dánsko       | MS 2022 | 1 zápas ve skupině D | 22. 11. | Tunisko     | 65               | 0                | 0:0               |

#### Reprezentační branky
| Gól | Datum        | Stadion                             | Soupeř              | Skóre | Výsledek          | Soutěž                 |
| --- | ------------ | ----------------------------------- | ------------------- | ----- | ----------------- | ---------------------- |
| 010 | 22. 3. 2013  | Andrův stadion, Olomouc, Česko      | Česko               | 0:2   | 0:3               | Kvalifikace na MS 2014 |
| 02  | 14. 11. 2014 | Stadion Partizana, Bělehrad, Srbsko | Srbsko              | 1:2   | 1:3               | Kvalifikace na ME 2016 |
| 03  | 3. 6. 2016   | Toyota Stadium, Tojota, Japonsko    | Bosna a Hercegovina | 0:1   | 2:2 (4:3 na pen.) | Kirin Cup 2016         |
| 04  | 7. 9. 2021   | Parken, Kodaň, Dánsko               | Izrael              | 2:0   | 5:0               | Kvalifikace na MS 2022 |
| 05  | 9. 10. 2021  | Stadion Zimbru, Kišiněv, Moldavsko  | Moldavsko           | 0:2   | 0:4               | Kvalifikace na MS 2022 |

## Úspěchy

### Klubové
- vítěz 1. italské ligy (1x)

Milán: 2021/22

### Reprezentační
- 3× účast na MS (2010, 2018, 2022)
- 2× účast na ME (2012, 2020 – bronz)

### Individuální
- DBU's Talentpris (Talent roku v Dánsku, kategorie do 19 let): 2007 [1]
- dánský Fotbalista roku: 2009 [2]
- Cena prezidenta UEFA za záchranu života spoluhráče Christiana Eriksena, který zkolaboval během zápasu EURA 2020 Dánsko - Finsko.